# Memorial del 11 de septiembre frente al río Hudson
El Memorial del 11 de septiembre frente al río Hudson (en inglés Hudson Riverfront 9/11 Memorial, o también Weehawken 9/11 Memorial) es un monumento conmemorativo en Weehawken (Nueva Jersey). Conmemora el "9/11 boat lift", la respuesta de rescate de emergencia y los que perecieron (incluidos cinco residentes de Weehawken) tras los atentados del 11 de septiembre de 2001 contra el World Trade Center. Se encuentra en el paseo marítimo del río Hudson, en el lugar de triaje que se había establecido en su orilla izquierda. Se inauguró diez años después de los acontecimientos de aquel día.

## Descripción

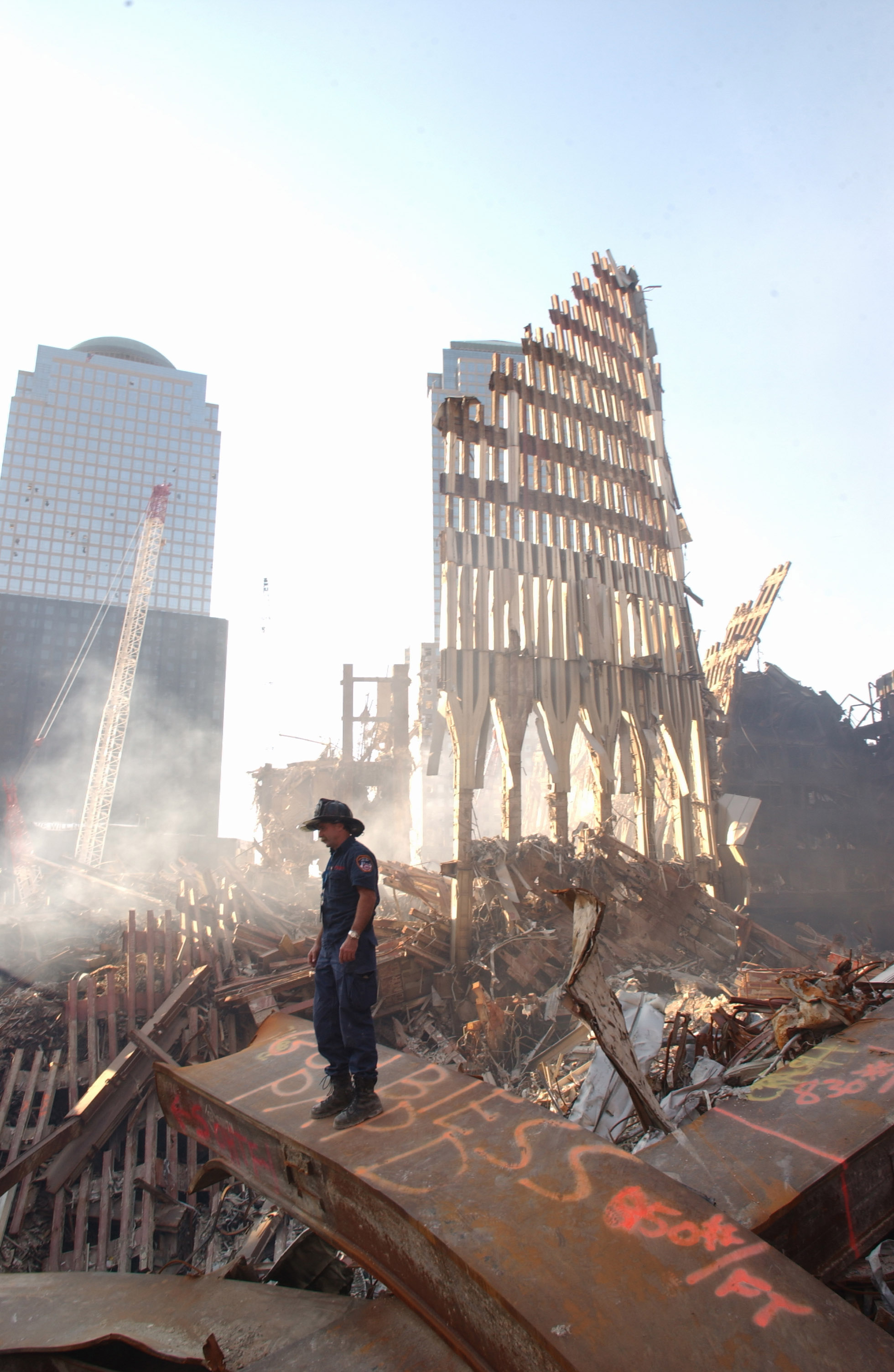
Fachada oriental de la Torre Norte (1 WTC) en octubre de 2001.

El monumento conmemorativo incluye dos vigas en forma de tridente recuperadas del World Trade Center (WTC) colocadas verticalmente en una piscina infinita, una fuente y una placa conmemorativa. Las vigas tienen 9,1 metros de altura y en su parte superior tienen 2,4 metros de ancho. Pesan cerca de 22 toneladas. Sirven de referencia visual a las partes de los edificios que resistieron y sobrevivieron a los daños. Los asientos del parque de forma ovalada orientan al espectador hacia el lugar de los antiguos edificios del Bajo Manhattan.

## Tridentes
Un rasgo arquitectónico icónico del exterior del WTC eran los elementos decorativos y estructurales de tres puntas en su base, comúnmente denominados "tridentes", por su forma de horquilla de tres dientes. Los tridentes estaban formados por enormes vigas de acero que se elevaban desde la base de las torres a lo largo de los muros exteriores. En el séptimo piso, las vigas revestidas de aluminio se dividían en tres vigas más pequeñas que continuaban hasta el piso 110 de cada torre. Fueron producidas por Lukens Steel Company, y apodadas "árboles".
Después de los atentados, varias secciones de la fachada inferior de las torres permanecieron en pie. Finalmente fueron desmanteladas y almacenadas en el Hangar 17 del Aeropuerto Internacional John F. Kennedy junto con otros artefactos. Las vigas tuvieron que ser cortadas en longitudes de 30 pies (9,1 m) para que cupieran en los camiones para ser sacadas del sitio del WTC.
Uno de los tridentes se encuentra en la entrada del Centro de Detección de Terroristas de Vienna (Virginia). Dos de los tridentes se han vuelto a montar en el interior del National September 11 Memorial & Museum. Otros se han devuelto a Coatesville (Pensilvania), donde se fabricaron, como monumento conmemorativo en el National Iron and Steel Heritage Museum.

## Inscripción
La inscripción incluye una cita del expresidente estadounidense John F. Kennedy:

El valor de la vida es a menudo un espectáculo menos dramático que el valor de un momento final; pero no es menos una magnífica mezcla de triunfo y tragedia.

## Significado

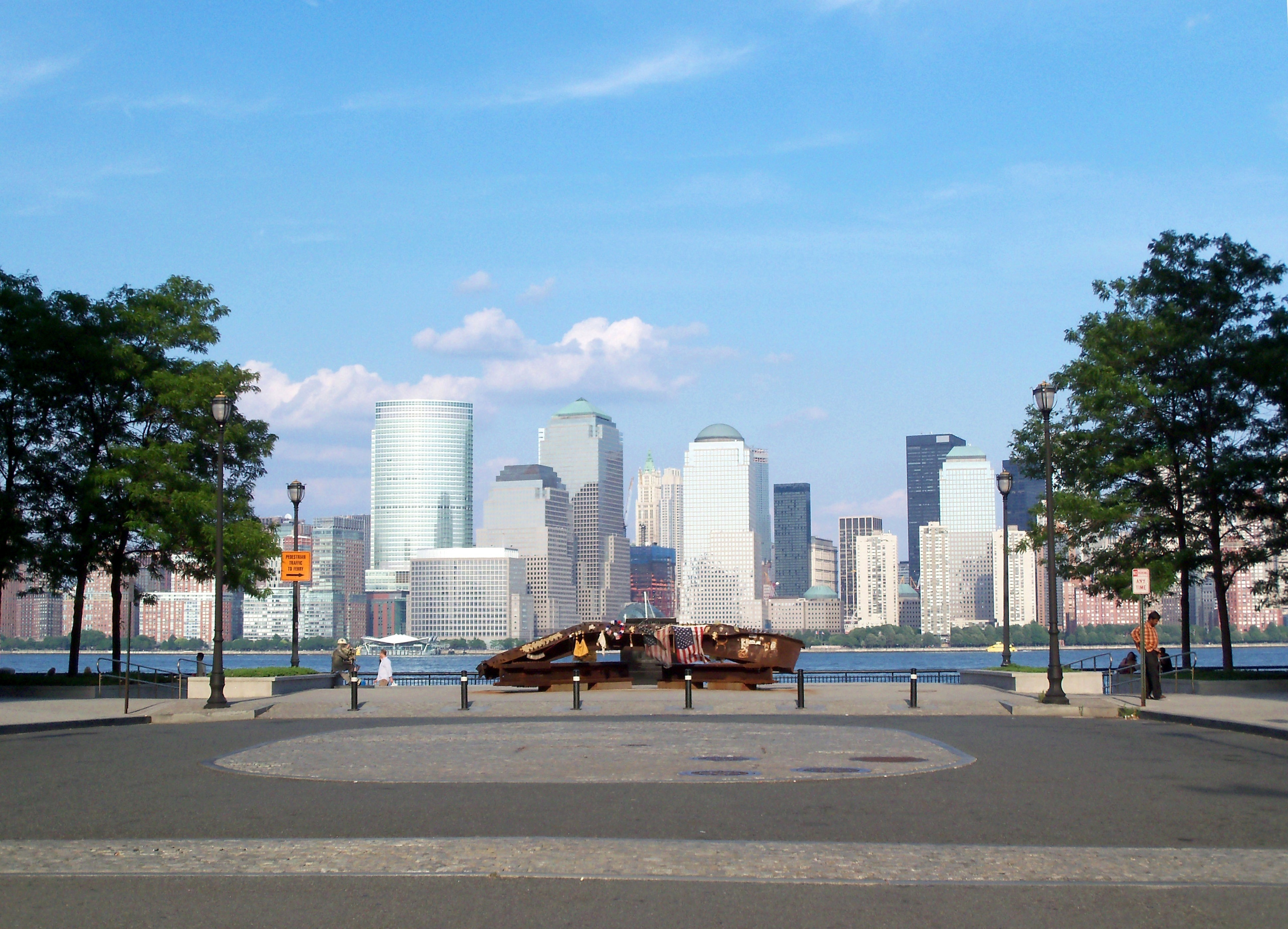
Monumentos conmemorativos del 11 de septiembre en el Hudson River Walkway.

Miles de personas fueron transportadas por el río Hudson en transbordadores comerciales, remolcadores, barcos de la policía y de los bomberos y buques de pasajeros en la evacuación marítima del Bajo Manhattan. Otros cientos, entre ellas personal de emergencias, oficinistas y civiles heridos, sufrieron quemaduras graves, lesiones o traumas emocionales. La ubicación del monumento, cerca de Weehawken Port Imperial, fue el lugar al que fueron llevadas unas 60 000 personas (la mayoría en barcos de las compañías NY Waterway y Circle Line Sightseeing Cruises) y se estableció rápidamente un triaje.

## Otros memoriales
Hay otros monumentos conmemorativos a lo largo del paseo marítimo del río Hudson, concretamente en el muelle A de Hoboken, el monumento al 11-S de Jersey City en Paulus Hook/Exchange Place, Empty Sky en Liberty State Park y To the Struggle Against World Terrorism en Bayonne (Nueva Jersey).